# Окулиці (Нижньосілезьке воєводство)
Окулиці (пол. Okulice, нім. Ocklitz) — село в Польщі, у гміні Собутка Вроцлавського повіту Нижньосілезького воєводства.
Населення — 218 осіб (2011).

## Демографія
Демографічна структура станом на 31 березня 2011 року:
|          | Загалом | Допрацездатний вік | Працездатний вік | Постпрацездатний вік |
| -------- | ------- | ------------------ | ---------------- | -------------------- |
| Чоловіки | 101     | 18                 | 75               | 8                    |
| Жінки    | 117     | 30                 | 71               | 16                   |
| Разом    | 218     | 48                 | 146              | 24                   |